# Descargamaría (kommunhuvudort)
Descargamaría är en kommunhuvudort i Spanien.   Den ligger i provinsen Provincia de Cáceres och regionen Extremadura, i den centrala delen av landet, 240 km väster om huvudstaden Madrid. Descargamaría ligger 506 meter över havet och antalet invånare är 285.
Terrängen runt Descargamaría är huvudsakligen kuperad, men åt nordväst är den platt. Descargamaría ligger nere i en dal. Runt Descargamaría är det glesbefolkat, med 15 invånare per kvadratkilometer. Närmaste större samhälle är Gata, 11,9 km sydväst om Descargamaría. I omgivningarna runt Descargamaría växer i huvudsak barrskog.